# Holestarol-5,6-oksidna hidrolaza
Holestarol-5,6-oksidna hidrolaza (EC 3.3.2.11, holestarol-epoksidna hidrolaza, ChEH) je enzim sa sistematskim imenom 5,6alfa-epoksi-5alfa-holestan-3beta-ol hidrolaza. Ovaj enzim katalizuje sledeću hemijsku reakciju
(1) 5,6alfa-epoksi-5alfa-holestan-3beta-ol + 2O {\displaystyle \rightleftharpoons } 5alfa-holestan-3beta,5alfa,6beta-triol
(2) 5,6beta-epoksi-5beta-holestan-3beta-ol + 2O {\displaystyle \rightleftharpoons } 5alfa-holestan-3beta,5alfa,6beta-triol
Ovaj enzim deluje na širok opseg epoksida.

## Literatura
- Nicholas C. Price; Lewis Stevens (1999). Fundamentals of Enzymology: The Cell and Molecular Biology of Catalytic Proteins (Third изд.). USA: Oxford University Press. ISBN 019850229X.
- Eric J. Toone (2006). Advances in Enzymology and Related Areas of Molecular Biology, Protein Evolution (Volume 75 изд.). Wiley-Interscience. ISBN 0471205036.
- Branden C; Tooze J. Introduction to Protein Structure. New York, NY: Garland Publishing. ISBN 0-8153-2305-0.
- Irwin H. Segel. Enzyme Kinetics: Behavior and Analysis of Rapid Equilibrium and Steady-State Enzyme Systems (Book 44 изд.). Wiley Classics Library. ISBN 0471303097.
- William P. Jencks (1987). Catalysis in Chemistry and Enzymology. Dover Publications. ISBN 0486654605.

## Spoljašnje veze
- +cholesterol-5,6-oxide+hydrolase на 